# Fateful Findings
Fateful Findings es una película de ciencia ficción independiente estadounidense de 2012 dirigida, escrita, producida, editada y protagonizada por Neil Breen, quien también estuvo a cargo del diseño de producción, decoración de escenarios, maquillaje, edición de sonido, cáterin y casting. La película se proyectó el 8 de diciembre de 2012, en el Butt-Numb-A-Thon, solo por invitación, tuvo un debut público en el festival el 23 de mayo de 2013, en el Festival Internacional de Cine de Seattle, y se estrenó en los cines en principios de 2014.
Tras su estreno, fue declarada una de las "peores películas jamás realizadas" y rápidamente ganó seguidores de culto.
Entre otras cosas, los espectadores citan la trama críptica e incomprensible de la película, los bajos valores de producción, los mensajes políticos abiertos, el diálogo forzado y las actuaciones extrañas y antinaturales, así como las excentricidades de la vida real de Breen como parte del atractivo irónico de la película. Algunos críticos han citado la película como un ejemplo de arte marginal y el fenómeno de los medios "tan malos que son buenos".

## Argumento
Dylan y Leah, de ocho años, descubren una piedra negra mágica en el bosque. Con la inminente partida de la familia de Leah, los dos prometen ser siempre amigos pero nunca volver a verse.
Décadas más tarde, Dylan, ahora un novelista de éxito, es atropellado por un coche, pero sobrevive milagrosamente al accidente. En el hospital, se cura rápidamente de sus heridas, que atribuye al poder de la piedra. Al regresar a casa, Dylan le revela a su esposa, Emily, que no ha estado trabajando en un nuevo libro, sino que ha estado usando sus habilidades de piratería informática para descubrir "los secretos gubernamentales y corporativos más secretos", que planea publicar en una exposición. Su compromiso con el proyecto se pone a prueba por el descenso de su esposa a la adicción a las drogas y una eventual sobredosis, así como por la constante atención sexual que le presta la hija menor de edad de su mejor amigo Jim. Más tarde, el propio Jim es asesinado por su esposa por valorar cuidar su automóvil por encima de escuchar sus problemas. Angustiada, ella presenta su muerte como un suicidio. Más tarde, Dylan encuentra a Jim
Acosado por sueños inquietantes de un libro místico, Dylan comienza a ver a un psicólogo, quien lo ayuda a desenterrar recuerdos de la infancia reprimidos. Al hacerlo, Dylan se da cuenta de que el médico que lo atendió durante su recuperación del accidente automovilístico era una Leah adulta y los dos se reencuentran y rápidamente comienzan una relación sexual. Al enterarse de los planes de Dylan para publicar la exposición, un asaltante misterioso secuestra a Leah. Usando los poderes psíquicos que le otorga la piedra, Dylan la rescata teletransportándose al complejo del secuestrador. Luego viaja al desierto para encontrar el libro que ve en su sueño. Al ir a visitar a su psicólogo por última vez, Dylan se entera de que ella es, de hecho, un fantasma.
Dylan publica su libro y organiza una conferencia de prensa frente al edificio de los Archivos Nacionales en la que divulga "los secretos gubernamentales y corporativos más secretos". Varios congresistas y ejecutivos corporativos reaccionan al discurso suicidándose en masa ante los aplausos de la audiencia. Un francotirador camuflado intenta asesinarlo solo para que Dylan lo mate reflejando la bala usando sus poderes psíquicos. Con su misión completa, Dylan y Leah regresan al lugar donde encontraron la piedra en el bosque cuando eran niños.

## Reparto
- Neil Breen como Dylan
  - Jack Batoni como Dylan joven
- Jennifer Autry como Lea
  - Brianna Borden como Leah joven
- Klara Landrat como Emily
- Danielle Andrade como Aly
- Victoria Viveiros como Amy
- David Silva como Jim

## Lanzamiento
Después de que Breen generara entusiasmo y seguidores de culto con sus películas anteriores, Fateful Findings se proyectó en el Butt-Numb-A-Thon 2012 de Harry Knowles, un festival de cine solo para invitados. En 2013, se presentó en el programa Midnight Adrenaline del Festival Internacional de Cine de Seattle. El programador del festival, Clinton McClung, dijo que eligió la película a pesar de su carácter amateur debido a su singularidad y atractivo de culto. Panorama Entertainment lo distribuyó posteriormente en Estados Unidos.

## Recepción
Alan Jones de The Dissolve escribió que la película solo podría haberla hecho Breen, ya que su incompetencia hace que lo que podría haber sido aburrido en lugar de fascinante. Peter K. de Twitch Film escribió: "No es solo para disfrutar de la hilarante incompetencia, sino más bien para el acto de ver elecciones excéntricas hechas por personas aún más excéntricas".
Fateful Findings se ha convertido en una película de culto. Al describir por qué cree que merece ser una película de culto, Nathan Rabin llamó a la película arte marginal tan impredecible y poco convencional como Ciudadano Kane.
Jason Howard, de la revista INLUX, comenzó su entrevista con Breen alabando la película y escribiendo: "Siempre a la caza del próximo gran 'clásico de culto', recientemente me topé con Fateful Findings" y "solo me tomó alrededor de un minuto en la película". para descubrir que estaba viendo algo especial que tenía más que ofrecer que la típica película".